# Eduard Mohr

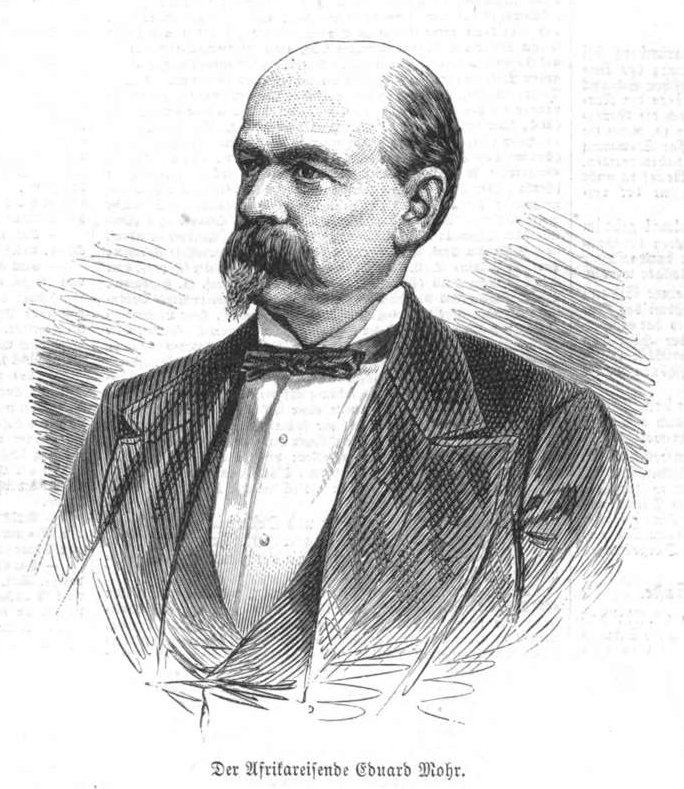
Eduard Mohr.

Nicolaus Carl Eduard Mohr, född den 19 februari 1828 i Bremen, död den 26 december 1876 i Malansche i Angola, var en tysk forskningsresande.
Mohr skrev över sina resor arbetena Reise- und Jagdbilder aus der Südsee, Kalifornien und Südostafrika (1868) och Nach den Victoriafällen des Zambesi (1875).